# Констанс Фокс Телбот
Констанс Телбот (до шлюбу Манді, 30 січня 1811 — 9 вересня 1880) — англійська художниця, вважається першою жінкою, яка коли-небудь зробила фотографію — розмите зображення короткого вірша Томаса Мура.

## Біографія
Констанс Манді, яка походила з міста Маркітон в Дербіширі, була молодшою дочкою Френсіса Манді (1771—1837), члена парламенту цього графства з 1822 по 1831 рік.
У 1832 році одружилася з Вільямом Генрі Фоксом Талботом, одним з ключових діячів у розвитку фотографії в 1830-х і 1840-х роках. У 1833 році, під час їх медового місяця в Італії, її чоловік зрозумів, що мистецькі здібності Констанс перевершують його власні, і почав розробляти метод, щоб зафіксувати вид без малювання, що призвело до створення негативно-позитивного процесу фотографування.
Пізніше Телбот сама експериментувала з цим процесом в 1839 році.
Акварелі та малюнки Констанс Телбот залишалися прихованими в абатстві Лакок та будинку Фокса Талбота, допоки не були зацифровані Національним трастом та опубліковані.